# ロベルト・グムニー
ロベルト・クシシュトフ・グムニー（Robert Krzysztof Gumny 、1998年6月4日 - ）は、ポーランド・ヴィエルコポルスカ県ポズナン出身のサッカー選手。ドイツ・ブンデスリーガ・FCアウクスブルク所属。ポーランド代表。ポジションはDF。

## 経歴

### クラブ
エクストラクラサ2015-16シーズン後半戦の2016年3月に.レフ・ポズナンのトップチームに昇格し、19日のレギア・ワルシャワ戦でプロデビュー。2017年1月から半年間は2部リーグのTSポドベスキジェ・ビェルスコ＝ビャワでローン移籍でプレーし、14試合2ゴールを記録。復帰後の2017-18シーズンに先発に定着。2018年1月には国外移籍の可能性が浮上し、ボルシア・メンヒェングラートバッハが、グムニーの獲得に迫っていたと言われていたが、最終的に見送られた。同シーズンはリーグ戦33試合に出場。2018年12月16日のザグウェンビェ・ソスノヴィエツ戦でプロ初ゴールを決めた。
2020年9月3日、FCアウクスブルクと2025年までの契約を締結したことが発表された。

### 代表
2015年から各ユース世代のポーランド代表でプレー。2019年にはU-21代表としてUEFA U-21欧州選手権2019に出場。同年9月にはUEFA EURO 2020予選の対スロベニア戦とオーストリア戦のフル代表メンバーに招集されたものの、出場なしに終わり、フル代表デビューは持ち越しとなった。
2020年11月11日、ウクライナ代表との親善試合にてポーランドA代表デビューを果たした。

## 代表歴

### 出場大会
- ポーランド代表
  - 2022 FIFAワールドカップ

### 試合数
- 国際Aマッチ 6試合 0得点（2020年-）[5]

| ポーランド代表 | 国際Aマッチ | 国際Aマッチ |
| 年             | 出場        | 得点        |
| -------------- | ----------- | ----------- |
| 2020           | 1           | 0           |
| 2021           | 1           | 0           |
| 2022           | 3           | 0           |
| 2023           | 1           | 0           |
| 通算           | 6           | 0           |

## タイトル
レフ・ポズナン
- ポーランド・スーパーカップ: 2016